# Thornton (Northumberland)
Thornton – osada w Anglii, w hrabstwie Northumberland, w civil parish Shoreswood. W 1951 osada liczyła 74 mieszkańców.